# Antonio Corecco
Antonio Corecco (* 20. Januar 1821 in Bodio; † 14. September 1902 ebenda) war ein Schweizer Arzt, Politiker, Gemeindepräsident, Tessiner Grossrat und Staatsrat.

## Leben
Antonio Corecco wurde geboren als Sohn des Händlers Giuseppe Antonio. Er heiratete Maria Müller. Er erhielt die Grund- und Sekundarschulausbildung in den Priesterseminaren von Pollegio, Monza und Mailand, dann studierte er Medizin an den Universitäten Pavia und Bern, wo er sein Studium abschloss. Er war Arzt in der Valle Leventina und als Militär nahm er 1847 im Rang eines Sanitätsmajors am Airolo-Feldzug während des Sonderbundskrieges teil. Später wurde er Arzt der IX. Division.
Seit 1844 war er Mitglied der Società Demopedeutica und war eine Zeit lang Schulinspektor und Freund von Stefano Franscini. Als Politiker der Liberale radikale, die stark antiklerikal eingestellt war, war er Gemeindepräsident von Bodio und Abgeordneter im Grossrat von 1871 bis 1875. Er war zweimal Staatsrat: 1855, im Jahr des radikalen Umsturzes (des Pronunciamento), bei dem er in der ersten Reihe sass, und von 1858 bis 1865 als Leiter des Innenministeriums.